# 张齐娥
张齐娥（英語：Claire Chiang，1951年10月4日—），祖籍海南瓊海，出生于新加坡。她是新加坡知名企业家、社会活动家，悦榕控股创始人、高级副总裁。

## 生平
张齐娥的祖父从海南琼海县中原镇移民到新加坡，她是移民第三代。早年她曾就读于南华女校与莱佛士女中。1969年，作为全国优等生的张齐娥保送至国家初级学院。1971年，考入新加坡国立大学社会学系。此后她曾前往法国留学。1976年回到新加坡，任法国驻新加坡大使馆翻译。期间，她结识了何光平并与之结婚。1978年丈夫赴香港工作，她也因此一同前往，进入香港大学读社会哲学硕士学位。1981年回到新加坡后，她进入母校新加坡国立大学社会科学系任讲师，并在文学与社会科学高级研究中心攻读研究生。
1990年代初，张齐娥离开学术界，于1992年进入丈夫的华昌公司负责人力资源。1994年，她与丈夫一同创立了悦榕集团，并在泰国开办了首家悦榕庄度假村。1995年，她当选新加坡中华总商会董事，成为了中华总商会成立以来唯有的两位女董事之一。
此外，张齐娥还一直致力于社会活动。1993年，她出任妇女行动与研究协会主席。1995年，又任防止家暴协会（Society Against Family Violence）主席。1997年至2001年间，她曾任新加坡国会官委议员。2008年起担任新加坡野生动物保育集团（Wildlife Reserves Singapore）主席。
1999年，新加坡女性杂志《她的世界》（Her World）授予张齐娥“年度杰出女性”称号。2008年，她获颁新加坡公共服务奖章。2014年，又获颁公共服务星章。

## 家庭
张齐娥与丈夫何光平育有二子一女。其中长子何仁桦继承了他们夫妻的产业，成为了悦榕集团的第二代领导人。